# Искърско шосе (булевард в София)
„Искърско шосе“ е булевард в район „Искър“, Източна София.
Простира се между бул. „Христофор Колумб“ на запад и района на река Искър на изток (при промишлена зона Гара Искър). На кръстовището с ул. „Кръстьо Пастухов“ се намира метростанция „Искърско шосе“, част от метролиния М4 до Летище София, която е открита на 2 април 2015 г.

## Обекти
На бул. „Искърско шосе“ или в неговия район се намират следните обекти (от запад на изток):
- Администрация на район „Искър“
- Дом на културата „Искър“
- Парк „Езерото“
- Дружбенско езеро
- църква „Св. преп. Наум Охридски“
- църква „Св. Въведение Богородично“
- 28-и диагностично-консултативен център
- Научен институт по строителни материали
- Железопътна гара Искър
- завод „Българска кожухарска индустрия“
- IV работническа болница
- Река Искър